# Okres Pásztó
Okres Pásztó (maďarsky Pásztói járás) je jedním z šesti okresů maďarské župy Nógrád. Jeho centrem je město Pásztó.

## Sídla
V okrese se nachází celkem 26 měst a obcí.
Města
- Pásztó

Obce
| - Alsótold - Bér - Bokor - Buják - Csécse - Cserhátszentiván - Ecseg - Egyházasdengeleg - Erdőkürt - Erdőtarcsa - Felsőtold - Garáb - Héhalom | - Jobbágyi - Kálló - Kisbágyon - Kozárd - Kutasó - Mátraszőlős - Palotás - Szarvasgede - Szirák - Szurdokpüspöki - Tar - Vanyarc |